# Ulica Mieczysławy Ćwiklińskiej w Krakowie
Ulica Mieczysławy Ćwiklińskiej – ulica w Krakowie, położona w całości w administracyjnej dzielnicy XII Bieżanów-Prokocim.
Na całej długości jest dwujezdniowa, z torowiskiem tramwajowym biegnącym po północnej stronie, oddanym do użytku w 1978 roku.

## Przebieg
Ulica zaczyna swój bieg na skrzyżowaniu z ulicą Leonida Teligi i ul. Erazma Jerzmanowskiego, gdzie staje się fizycznym przedłużeniem tej pierwszej. Na początkowym odcinku, kilkadziesiąt metrów za skrzyżowaniem w kierunku wschodnim, arteria ogranicza Park Aleksandry oraz VI Komisariat Policji. 
Następnie na wysokości skrzyżowania z ulicą Telimany i ul. Aleksandry, ogranicza także Kościół Najświętszej Rodziny. Na końcowym odcinku, przy ulicy znajduje się pętla tramwajowa „Nowy Bieżanów P+R”, MPK Kraków. Ulica kończy swój bieg na skrzyżowaniu z ulicą Mała Góra.

## Historia
Dawniej na terenach, po których obecnie przebiega ulica Mieczysławy Ćwiklińskiej, znajdowały się głównie pola uprawne. Ulica w obecnym kształcie została wytyczona na przełomie lat 80. i 90. XX wieku, jako dalsza część istniejącej już wcześniej ul. Leonida Teligi. Jeszcze przed wytyczeniem ulicy w dniu 23 grudnia 1978 roku oddano do ruchu torowisko tramwajowe do pętli „Nowy Bieżanów P+R”, biegnące wzdłuż dzisiejszej ulicy Mieczysławy Ćwiklińskiej. W roku 1998 nastąpiła przebudowa torowiska, biegnącego w ciągu ulicy. Około 2015 roku u zbiegu ulicy Mieczysławy Ćwiklińskiej, ul. Telimany i ul. Aleksandry wybudowano rondo.
Dawniej ulica była w całości czteropasmowa, dwujezdniowa na całej długości. W 2018 roku od skrzyżowania z ulicą Mieczysławy Ćwiklińskiej, ul. Telimany i ul. Aleksandry, została zwężona do ulicy dwupamsowej, z pasem zieleni oddzielającym jezdnie ulicy, natomiast na początkowym odcinku zachowano dawny układ, trzech pasów ruchu.

## Otoczenie
Od strony północnej dominuje wielorodzinna zabudowa mieszkaniowa osiedla Nowy Bieżanów oraz torowisko tramwajowe.
Ulica Mieczysławy Ćwiklińskiej w niewielkim fragmencie jest trójpasmową drogą, natomiast w dalszej części jest dwupasmową drogą z torowiskiem tramwajowym, biegnącym wzdłuż ulicy od ul. Wielickiej do pętli „Nowy Bieżanów P+R”, znajdującej się nieopodal skrzyżowania ulicy Mieczysławy Ćwiklińskiej z ulicą Mała Góra. Na ulicy znajdują się trzy zespoły przystanków tramwajowo-autobusowych MPK Kraków – „Nowy Prokocim” (przy skrzyżowaniu z ul. Erazma Jerzmanowskiego i ul. Leonida Teligi), „Ćwiklińskiej” (przy Kościoła Najświętszej Rodziny) oraz „Nowy Bieżanów P+R” (pętla tramwajowo-autobusowa. W otoczeniu arterii znajduje się m.in. Park Aleksandry, Komisariat Policji VI, Kościół Najświętszej Rodziny, osiedle Nowy Prokocim, osiedle Nowy Bieżanów oraz inne punkty handlowe i usługowe.

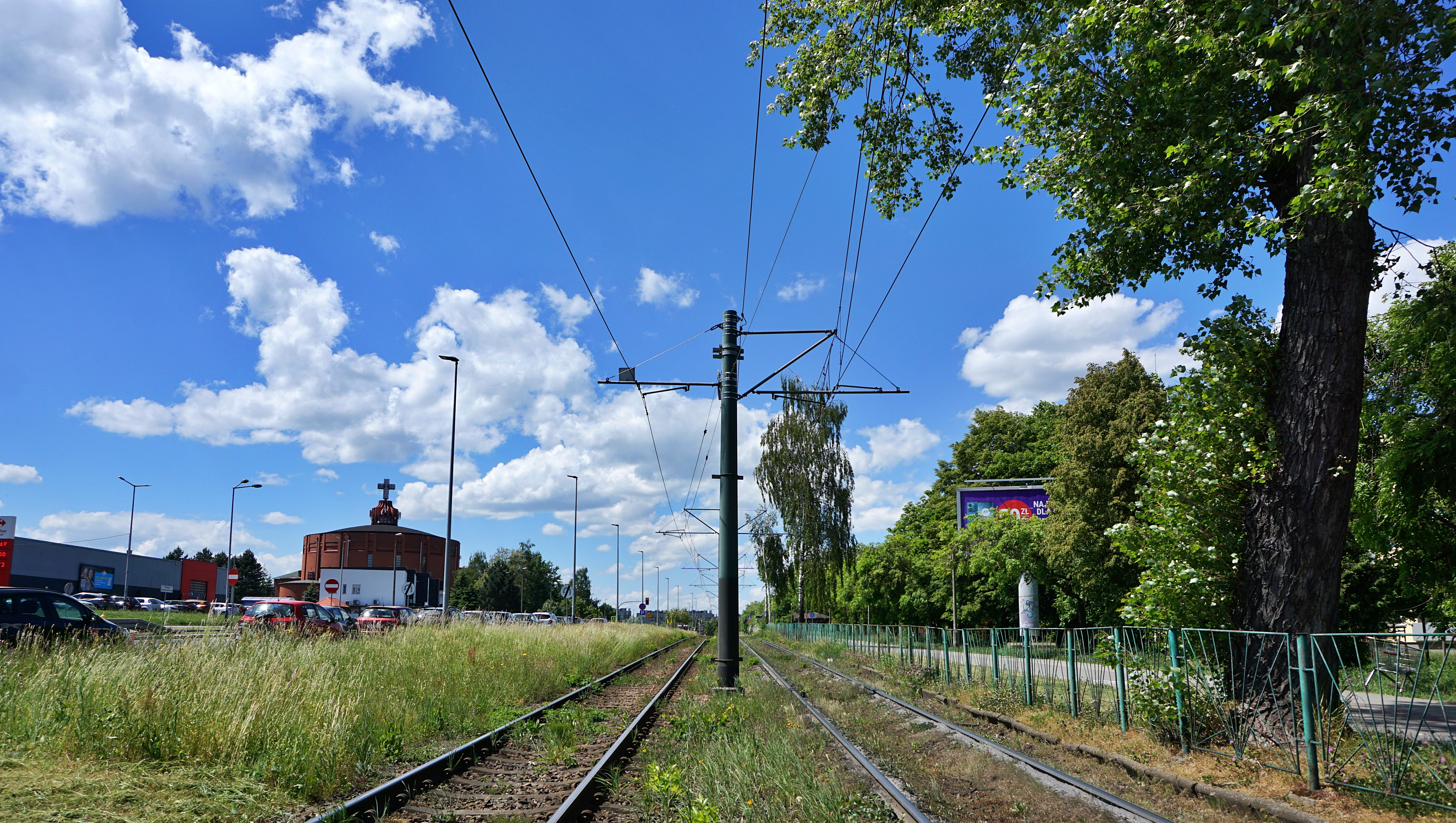
Torowisko tramwajowe otwarte w 1978 roku